# 二長花崗岩
二長花崗岩（英語：Monzogranite）
是黑雲母花崗岩，被認為是岩漿分離結晶的最終產物。 二長花崗岩的特徵是長英質（SiO2 > 73%，FeO + MgO + TiO2 < 2.4），弱過鋁質（Al2O3/（CaO + Na2O + K2O）= 0.98–1.11），並含有鈦鐵礦、榍石、磷灰石和鋯石作為副礦物 . 雖然二長花崗岩的成分範圍很小，但它確定一種分異趨勢，該趨勢由黑雲母和斜長石的分離結晶控制。 （法吉奧諾，2002 年）。 二長花崗岩可分為鎂鉀二長花崗岩和鐵鉀二長花崗岩兩大類，並可根據其宏觀特徵、熔體特徵、同位素數據和發現地點進一步分類。